# Бёрд, Гарри Флуд Старший
Гарри Флуд Бёрд-старший (англ. Harry Flood Byrd Sr.; род. 10 июня 1887 года в Мартинсберге, округ Беркли, штат Западная Виргиния, США — ум. 20 октября 1966 года в Берривилле, округ Кларк, штат Виргиния, США) — американский политик и издатель, 50-й губернатор Виргинии (1926—1930), 32 года представлял штат в Сенате США (1933—1965), много лет был лидером Демократической партии в Виргинии, возглавляя политическую группу, известную как «Организация Бёрда», которая фактически контролировала политическую жизнь в штате. Был одним из руководителей «консервативной коалиции» в Сенате и выступал против президента Франклина Д. Рузвельта, в значительной степени блокируя многие из либеральных законопроектов после 1937 года. Его сын, Гарри-младший, сменил отца на посту сенатора США, но стал независимым после падения «Организации Бёрда».
Карьеру в Демократической партии Виргинии Бёрд начал при сенаторе Томасе Стейплсе Мартине, который умер в 1919 году. В 1925 году избран 50-м губернатором Вирджинии, после чего реорганизовал и модернизировал правительство штата. Созданная Бёрдом политическая машина доминировала в политике Виргинии большую часть первой половины XX века.
Финансовые условия в Вирджинии во времена юности Бёрда обусловили его мышление по налоговым вопросам и финансовой политике. Бёрд был категорически против расовой десегрегации государственных школ и был лидером «массового сопротивления», кампании против решений Верховного суда США по делу «Браун против Совета по образованию», что привело к закрытию некоторых школ в Вирджинии в 1950-е годы. Дети, которым было отказано в их образовании в нескольких округах Виргинии, стали называть «потерянное поколение». По словам юриста и активиста Кларенса М. Даннавилля-младшего, Бёрд был расистом и общепризнанным белым сепаратистом. Хотя он платил своим работникам одинаково независимо от их расы, Бёрд был категорически против расовой десегрегации, выступив против президентов Гарри Трумэна и Джона Ф. Кеннеди, а также против кандидата в президенты Адлая Стивенсона, несмотря на то, что они были демократами, потому что они были противниками расовой дискриминации. Организация Бёрда извлекла выгоду от ограничения политического участия чернокожих и бедных белых в Виргинии с помощью налоговых опросов и проверок грамотности, сумев подавить оппозицию, начиная от 53-го губернатора Джеймса Х. Прайса, сторонника «Нового курса Рузвельта», и заканчивая кандидатом в губернаторы и сенаторы Фрэнсиса Пикенса Миллера. Хотя сам Бёрд никогда не выдвигался в президенты, он был выдвинут Партией прав штатов на президентских выборах 1956 года, а на выборах 1960 года за него отдали свои голоса 15 выборщиков-демократов, не пожелавших проголосовать ни за демократа Кеннеди, ни за республиканца Никсона.

## Биография
Гарри Флуд Бёрд родился в Мартинсберге (Западная Виргиния) в 1887 году (всего через две недели после того, как в том же городе родился Абсалом Уиллис Робертсон, будущий соратник Бёрда и тоже сенатор). Его отец, Ричард Эвелин Бёрд-старший (англ. Richard Evelyn Byrd Sr.; 1860—1925), родился в Техасе, но вырос в Виргинии. Окончил Университет Виргинии со степенью бакалавра искусств, а затем получил степень бакалавра права в Мэрилендском университете в Колледж-Парке. Мать, Элеонора Боллинг Флуд (англ. Eleanor Bolling Flood), родилась в Мартинсберге. В том же 1887 году молодая семья переехала в Уинчестер (Виргиния).
На новом месте Ричард Бёрд преуспел в выращивании яблок в долине Шенандоа, а также издавал газету Winchester Star и занимался политикой.
Гарри первоначально учился в государственных школах, но большую часть своего образования получил в частной школе-интернате для мальчиков Военная академия Долины Шенандоа (англ. Shenandoah Valley Military Academy) в Уинчестере.

### Предки и родственники
Предки Бёрда по обеим линиям происходили из так называемых Первых семей Виргинии. Его отец в 1906—1914 годах был членом Палаты делегатов, нижней палаты Генеральной ассамблеи штата, а в 1908—1914 годах занимал должность спикера палаты. С 1914 по 1920 год Бёрд-старший был прокурором США по Западному округу Виргинии. Его дедушка и тёзка, также Ричард Бёрд (1801—1872), был плантатором-рабовладельцем и политиком, делегатом Конституционного конвента 1850 года, а также членом Генеральной ассамблее штата. Прадед, Томас Тейлор Бёрд (англ. Thomas Taylor Byrd), плантатор-рабовладелец. Прапрадед, Уильям Бёрд III, был делегатом Палаты бюргеров, служил в армии в годы Семилетней войны, командуя 1-м Вирджинским полком, в годы Американской войны за независимость вступил в британскую армию, ушёл оттуда в американскую армию, но не получил офицерской должности и покончил жизнь самоубийством.
Среди предков Гарри Бёрда по отцовской линии были плантатор и писатель Уильям Бёрд II, основатель Ричмонда, и бизнесмен и колонист Роберт Картер I, заслуживший прозвище «Король» благодаря богатству, влиянию и самодержавных методов ведения бизнеса. Предками по Гарри Бёрда материнской линии были Покахонтас и Джон Рольф.
Ричард Эвелин Бёрд-младший (1888—1957), второй брат Гарри, был военно-морским лётчиком и полярным исследователем, дослужившись до звания контр-адмирала флота США. Второй младший брат, Томас Боллинг Бёрд (англ. Thomas Bolling Byrd; 1890—1968), стал капитаном пехоты во время Первой мировой войны. Их дядя по материнской линии, Генри Де Ла Варр Флуд, 14 лет был членом Генеральной ассамблеи штата (1887—1901) и 20 лет членом Палаты представителей США (1901—1921). Ещё один дядя, Джоэл Уэст Флуд, 13 лет прослужил прокурором штата (1919—1932), 5 месяцев был членом Палаты представителей (заменив до выборов умершего Генри Сент-Джорджа Такера), и почти четверть века был членом федерального апелляционного судьи Пятого округа в Ричмонде (1940—1964).

### Влияние на характер
Бёрд родился всего лишь через двадцать два года после поражения Юга в Гражданской войне в США. Он рос в эпоху, когда «долина Шенандоа по-прежнему оставалась местом нищеты … У Гарри Бёрда никогда не было недостатка в еде, но у него не было денег на роскошь. Ни у кого не было денег. Если человек влез в долги, у него был небольшой шанс выбраться из них».
Большое влияние на формирование взглядов Бёрда, особенно в области финансов, оказала много лет нерешавшаяся проблема государственного долга Виргинии. Перед Гражданской войной власти штата активно распространяли облигации, чтобы через Совет общественных работ профинансировать развитие инфраструктуры (каналы, магистрали и железные дороги). Значительная часть построенного было уничтожено во время войны, при этом долги остались, а инфраструктуру необходимо было восстановливать. Первый послевоенный законодательный орган Виргинии подтвердил эти долги на первоначальных условиях (очень выгодных для держателей облигаций, среди которых к тому времени преобладали в основном покупатели из северных штатов, скупившие облигации за небольшую долю от номинальной стоимости). К этой проблеме добавился конфликт со штатом Западная Виргиния, который отделился от Виргинии во время войны. Конфликт произошёл из-за того, что часть денег, вырученных властями тогда ещё единой Виргинии от выпуска облигаций, были истрачены на улучшение инфраструктуры в той части штата, которая позднее отделилась. Власти нового штата не пожелали расплачиваться по общим долгам. Конфликт продолжался не одно десятилетие, пока в 1915 году Верховный суд США не постановил, что Западная Виргиния должна Виргинии $12,4 млн. После завершения Реконструкции Юга, когда к власти на Юге, в том числе, в Виргинии, вернулись демократы, не раз поднимался вопрос о пересмотре невыгодных для штата условий погашения облигаций.

### Брак и семья
7 октября 1913 года Гарри Бёрд женился на подруге детства Энн Дуглас Беверли. Первые три года они жили с её родителями в Уинчестере, а в 1916 году переехали в только что построенный бревенчатый дом в Берривилле. В этом доме, названном Уэствуд, у Бёрдов родились три сына, Гарри Флуд Бёрд-младший (1914—2013), Брэдшоу Беверли Бёрд (1920—1997), и Ричард Бёрд (1923—2009), и дочь, Уэствуд Беверли Бёрд (1916—1952). В 1926 году Бёрд приобрёл поместье Роземонт Берривиллем, прилегающее к семейным яблоневым садам. В 1929 году, в конце срока полномочий Бёрда в качестве губернатора, семья переехала в особняк в довоенном стиле после некоторой реконструкции.

## Бизнес
Будучи бизнесменом, Бёрд издавал газеты, управлял местной платной дорогой, выращивал, продавал и перерабатывал яблоки.
В 1903 году Гарри Бёрд возглавил газету своего отца, Winchester Star. Именно тогда началось то, что стало знаменитой политикой Бёрда pay-as-you-go («плати как есть»), которая означала экономию и отказ от заимствования денег. «Я стою за строгую экономию в правительственных делах», — заявил Бёрд. «Штат Виргиния похож на великую деловую корпорацию … и должен руководиться с той же эффективностью и экономичностью, что и любой частный бизнес». За пятидесятилетнюю политическую карьеру это заявление Бёрда было самым кратким изложением его взгляда на правительство.
Со временем Бёрд купил Harrisonburg Daily News-Record и несколько других газет в долине Шенандоа. Семья Бёрдов управляла этими газетами до 1 апреля 2018 года, когда они были проданы The Ogden Newspapers Inc.
В 1907 году он основал The Evening Journal в соседнем Мартинсберге, продав газету в 1912 году Максу фон Шлегелю.
В 1908 году, в возрасте 21 года, Бёрд стал президентом компании The Valley Turnpike, которая владела Valley Turnpike, 93-мильной (150-километровой) платной дорогой между Уинчестером и Стонтоном. Зарабатывая 33 доллара в месяц, Бёрд должен был проезжать весь маршрут не менее двух раз в месяц, чтобы осмотреть его и организовать ремонт. По мере роста автомобильного движения, он обеспечивал поддержание дорожных условий в пределах имеющихся доходов. The Valley Turnpike Бёрд покинул через семь лет, уже после своего избрания в сенат штата.
Бёрду также принадлежали обширные яблоневые сады в долине Шенандоа и компания по упаковке яблок, одна из крупнейших на Восточном побережье. Позже он писал, что платил своим сельскохозяйственным рабочим одинаково независимо от расы.
В 1950-х годах помощник известного журналиста Эдварда Моргана посетил ферму Бёрда в Северной Виргинии во время сбора урожая яблок и был возмущён условиями жизни рабочих-мигрантов. Это побудило Моргана поднять вопрос о труде мигрантов в своих комментариях на CBS Radio Network. Затем продюсер Фред Френдли предложил тележурналисту Эдварду Марроу снять об этом телевизионный документальный фильм Harvest of Shame (в переводе с англ. — «Урожай позора»).

## Политика Виргинии
В 1915 году, всё ещё возглавляя компанию The Valley Turnpike, 28-летний Бёрд был избран в Сенат Виргинии. Так началась его более чем 50-летняя карьера в политике, сделавшая Бёрда со временем самым влиятельным человеком в штате.
Став сенатором, Бёрд занял довольно прогрессивные позиции, особый интерес проявляя к улучшению дорог. Он был членом сенатского комитета по дорогам, финансового комитета, руководящего комитета, комитета по привилегиям и выборам и комитета школ и колледжей. Бёрд защищал налог на бензин как справедливый метод увеличения доходов для строительства дорог.

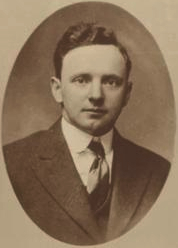
Недавно избранный сенатор Бёрд во время заседания Генеральной ассамблеи 1916 года

Широкую известность Бёрд получил в 1922 году, когда вёл борьбу против использования долговых обязательств для финансирования строительства новых дорог, опасаясь, что штат влезет в долги. В 1923 году Бёрд подал в суд на Ассоциацию подрядчиков шоссейных дорог штата Вирджиния, посчитав, что их деятельность «путём объединения и заключения соглашений может быть очень вредной» для штата. Суд отклонил иск, в то же время заявив, что критика была законной и возложив на ассоциацию оплату судебных расходов. Публичность помогла Бёрду избраться губернатором Виргинии в ноябре 1925 года, легко победив республиканца Сэмюэля Ходжа.
В 1923 году Бёрд стал членом Вирджинского общества «Сыны американской революции», объединяющего потомками мужчин, которые участвовали в Американской войне за независимость или которые способствовали установлению независимости Соединённых Штатов.
Будучи губернатором, Бёрд проталкивал конституционные поправки, которые должны были модернизировать правительство штата и позволить более эффективно использовать налоги. Он также сделал налоги на имущество исключительно обязанностью властей округов. Когда стало очевидно, что увеличения расходов на строительство дорог недостаточно, чтобы «вытащить Виргинию из грязи», он пролоббировал законопроект о второстепенных дорогах, который возложил на штат ответственность за содержание окружных дорог. Из-за этих мер Бёрд поначалу казался прогрессистом в духе Нового Юга. Тем не менее, многие из его мер были скорее на пользу сельским районам, больше заинтересованных в низких налогах, чем в улучшении государственных служб. Бёрд ввёл подход «pay-as-you-go», при котором проекты и программы штата финансировались только если имелось достаточно налогов и сборов для их оплаты. Шоссе и туризм были его основными занятиями, пишет его биограф Рональд Хайнеманн. Бёрд выступал за строительство дорог к историческим местам, таким как Джеймстаун и Монтичелло, и призывал к созданию исторических указателей вдоль дорог, первые из которых появились во Фредериксберге. Бёрд проводил региональные встречи, чтобы наладить более тесное сотрудничество между дорожными чиновниками штата и округов, считая, что благодаря сотрудничеству между ними создание сети современных дорог можно будет завершить в течение десяти лет. Как пишет Хайнеманн, «более 2000 миль будет добавлено к [дорожной] системе во время губернаторства Бёрда, 1787 из этих миль в 1928 году. Дорожное строительство было одним из способов, чтобы избиратели были довольны и доказали эффективность pay-as-you-go».
Будучи губернатором, Бёрд установил контакты с courthouse cliques (в переводе с англ. — «судебными кликами») в большинстве округов Виргинии. Он заручился поддержкой пяти основных конституционных чиновников в этих округах (шериф, прокурор штата, секретарь суда, окружной казначей и комиссар по доходам). Это сформировало основу Организации Бёрда, его собственной политической машины, которая доминировала в политике Вирджинии вплоть до второй половины 1960-х годов. Они тщательно проверяли кандидатов на должности в масштабе штата, а Бёрд, посоветовавшись с ними, одобрял или «кивал». Без его «кивка» никто не мог выиграть выборы в штате. В то время как Бёрд был губернатором, он сократил избирательный бюллетень так, что только три чиновника управляли в масштабе штата: губернатор, вице-губернатор и генеральный прокурор. Это ограничивало возможности оппозиции баллотироваться. Законопроект о второстепенных дорогах, принятый в 1932 году и получивший название «Закон Бёрда—Роуда», не распространялся на независимые города штата.
Образование не входило в его повестку дня, и расходы штата на государственные школы оставались очень низкими до конца 1960-х годов. Бёрд был одним из наиболее активных сторонников политики расовой сегрегации. Так, он являлся автором «Южного манифеста», заявления 101 конгрессмена (99 южных демократов и двух республиканцев) с осуждением решения Верховного суда США 1954 года по делу «Браун против Совета по образованию», которое признало противоречащим конституции раздельное обучение чернокожих и белых школьников, став важным событием в борьбе против сегрегации в США. Его призыв к «массовому сопротивлению» против десегрегации государственных школ привёл к тому, что многие виргинские школы закрылись, отказавшись интегрироваться.
Бёрд помог разработать серию законов, известных как «план Стэнли», для реализации своей политики «массового сопротивления». Это привело к закрытию части государственных школ в Виргинии в период с 1959 по 1964 год, в частности, вызвав пятилетний перерыв в работе государственной системы образовании в округе Принс-Эдуард (штат Виргиния).

## Национальная политика
В 1933 году Бёрд был назначен на замещение вакансии в Сенате США; затем он семь раз выигрывал выборы в Сенат в качестве демократа в 1933, 1934, 1940, 1946, 1952, 1958 и 1964 годах. Бёрд порвал с Рузвельтом и стал противником проводимого им «Нового курса» В 1939 году Бёрд и другой сенатор от Виргинии Картер Гласс (1920—1946) смогли добиться от Сената отклонения предложенного президентом Рузвельтом Флойда Х. Робертса в Окружной суд США по Западному округу Вирджинии. Причиной былото что сообщениям, Рузвельт «принял решение выдвинуть кандидатуру Робертса, чтобы дисциплинировать» сенаторов от Виргинии за их последовательную оппозицию «Новому курсу» и в попытке добиться поддержки от делегации Виргинии на съезде Демократической партии 1940 года. В то же время, будучи интернационалистом Бёрд решительно поддерживал внешнюю политику Рузвельта. С приближением войны в 1941 году Конгресс одобрил его предложение о создании совместного комитета Палаты представителей и Сената для изучения путей устранения несущественных расходов, который был создан к концу сентября и возглавил его именно сенатор Бёрдом.
К 1950-м годам Бёрд был одним из самых влиятельных сенаторов, служа в Комитете по вооружённым силам, а в 1955—1965 в качестве председателя Финансового комитета. Он часто выступал против политики Демократической партии, так, в 1948 году отказался поддержать переизбрание слишком либерального президента Гарри Трумэна. Он также отказался поддержать Эдлая Стивенсона в 1952 году. Бёрд голосовал против законопроектов об общественных работах, в том числе против строительства системы межштатных автомагистралей, и сыграл ключевую роль в принятии Закона о доходах 1964 года. Он блокировал законопроект, пока президент Линдон Джонсон не согласился сократить бюджет до $100 млрд долларов, после чего Бёрд помог принять закон.
Бёрд покинул Сенат по состоянию здоровья в ноябре 1965 года. Его преемником был назначен его сын, Гарри Бёрд младший.

## Кандидат в президенты США
Во время президентской кампании 1928 года Бёрд поддержал Эла Смита, губернатора-демократа Нью-Йорка, после чего был избран Демократической конвенцией Виргинии в качестве «любимого сына» для выдвижения на пост президента в 1932 году. Согласно американскому политическому историку Стиву Нилу, в какой-то момент на съезде Демократической партии Бёрду было предложено место вице-президента в обмен на указание своим 24 делегатам голосовать за Франклина Д. Рузвельта, но он отказался, полагая, что у него есть шанс на победу. В итоге Рузвельт победил в четвёртом туре.
Хотя Бёрд больше никогда формально не претендовал на выдвижение в президенты и не был кандидатом своей партии, в период между 1944 и 1960 годами южные демократы привлекли его к участию в нескольких президентских кампаниях. На Национальном съезде Демократической партии 1944 года южные делегаты выступили против продолжения «Нового курса Рузвельта» и борьбы с сегрегацией. Рут Нуни из Флориды выдвинула Бёрда, сказав, что сделала это без его ведома и согласия. В результате, Бёрд получил 89 голосов делегатов против 1086 Рузвельта (Джеймс Фарли из Нью-Йорка получил один голос). За Бёрда проголосовали все делегаты съезда из Луизианы, Миссисипи и Виргинии и 12 из 36 делегатов из Техаса. В 1952 году сразу две партии, «Америка прежде всего» и Христианская националистическая из Техаса, выдвинули кандидатуру генерала Дугласа Макартура на пост президента, а Бёрда на пост вице-президента в паре с ним, правда без их согласия. За них было отдано 17 205 голосов по всей стране. В 1956 году, когда Бёрд начал кампанию «массового сопротивления», Партия прав штатов из Кентукки назвала Бёрда кандидатом в президенты. Он получил 2657 голосов в этом штате; в Южной Каролине на тех же выборах Бёрд получил 88 509 голосов в качестве выбора независимого (то есть необязательного) списка избирателей с одобрения бывшего губернатора Джеймса Бирнса и сенатора Строма Турмонда.
В 1960 году Бёрд получил 15 голосов в Коллегии выборщиков: за него проголосовали восемь несвязанных делегатов из Миссисипи (все голоса выборщиков этого штата), шесть несвязанных делегатов из Алабамы (остальные 5 голосов выборщиков из этого штата достались Джону Ф. Кеннеди) и неверный выборщик из Оклахомы (остальные 7 голосов выборщиков из этого штата достались Ричарду Никсону).

## Смерть
Бёрд умер в 1966 году и был похоронен на кладбище Mount Hebron Cemetery and Gatehouse в Уинчестере (Виргиния).

## Наследие
Возможно, величайшим наследием Бёрда было создание Национального парка Шенандоа, а также дороги Скайлайн-Драйв, проходящей через весь парк «Шенандоа», Блу Ридж Паркуэй и системы государственных парков Виргинии. Главный центр для посетителей парка «Шенандоа» назван в честь Бёрда. Мост Блу Ридж Паркуэй через реку Джеймс в районе поселения Биг-Айленд, был назван в честь Бёрда в 1985 году.
Автомагистраль Virginia State Route 7, историческая дорога, которая ведёт из Алегзандрии через Берривилль в Уинчестер, на протяжении большей части носит название «Шоссе Гарри Ф. Берда» (англ. Harry F. Byrd Highway). Поместье «Роземонт» в Берривилле (штат Виргиния), в котором Бёрд жил с семьёй с 1926 года и до самой смерти, всё ещё существует. Хотя часть бывших садов Бёрда в настоящее время заняты коммерческой и жилой недвижимостью, «Роземонт» открыт для публики как мини-гостиница, а также как место проведения мероприятий. Хотя «Роземонт», вероятно, имеет право на включение в Национальный реестр исторических мест и Реестр достопримечательностей Виргиния, поместье не было включено в состав исторического района Берривилл (англ. Berryville Historic District), созданного в 1987 году.
В 1971 году в Уэст-Энде (округ Хенрайко) по соседству с Ричмондом была открыта средняя школа, названная в честь Гарри Бёрда (англ. Harry Flood Byrd Middle School). В июле 2016 года в ответ на кампанию, проводимую местным сообществом, школа была переименована в среднюю школу Киоккасин; члены Правления согласились, что «иметь школу, названную в честь человека, который поддерживал сегрегацию в школе, неуместно». Киоккасин (англ. Quioccasin) — название дороги, на которой стоит школа, а также название исторически чёрной деревни в этом районе.

### Комментарии
1. ↑  Джеймстаун — первое поселение англичан на территории современных США (а именно, в Виргинии). Просуществовало с 1607 по 1699 годы, после чего было заброшено. Сейчас представляет собой музей под открытым небом.
2. ↑  Монтичелло — усадьба Томаса Джефферсона на юге штата Виргиния, в 2 км к югу от Шарлотсвилля. Представляет собой эталонный пример раннего американского классицизма.
3. ↑  Фредериксберг — город в штате Виргиния. Во время Гражданской войны в США имел особое стратегическое положение, так как находился всего в 55 милях от Вашингтона и в 50 милях от Ричмонда, столиц обоих североамериканских государств времён войны. В результате неоднократно становился местом ожесточённых боёв северян и южан.
4. ↑  Любимый сын (англ. favorite son) — это политический термин в США. Так называли влиятельного в своём штате, но явно непроходного на национальном уровне политика, которого партия штата выдвигала кандидатом в президенты перед съездом национальной партии. Это позволяло лидерам штата вести переговоры с ведущими кандидатами в обмен на поддержку возглавляемой ими делегации.[25] Подобная практика имела широкое распространение в XIX и в начале XX века,[26] окончательно сойдя на нет после изменения партийных правил в начале 1970-х годов, когда было введено требование выдвигать кандидатуры от более чем одного штата.[27]
5. ↑  Блу Ридж Паркуэй (англ. Blue Ridge Parkway) — автодорога, известная в США своей живописностью. Самый длинный линейный парк в Америке,[41] проходит 469 миль (755 км) через 29 округов Виргинии и Северной Каролины, соединяя национальный парк «Шенандоа» с национальным парком «Грейт-Смоки-Маунтинс».

### Статьи
- Hawkes, Robert T. , Jr. The Emergence of a Leader: Harry Flood Byrd, Governor of Virginia, 1926-1930 (англ.) // The Virginia Magazine of History and Biography. — Virginia Historical Society, 1974. — Vol. 82, no. 3. — P. 259-281.
- Koeniger, A. Cash. The New Deal and the States: Roosevelt versus the Byrd Organization in Virginia (англ.) // Journal of American History : academic journal. — OAH, 1982. — March (vol. 68, no. 4). — P. 876–896. — ISSN 0021-8723. — doi:10.2307/1900773. — JSTOR 1900773.
- Sweeney, James R. Revolt in Virginia: Harry Byrd and the 1952 Presidential Election (англ.) // The Virginia Magazine of History and Biography. — Virginia Historical Society, 1978. — March (vol. 86, no. 6). — P. 180-195.